# Ewa Wachowicz
Ewa Zofia Wachowicz (ur. 19 października 1970 w Gorlicach) – polska producentka, dziennikarka i prezenterka telewizyjna. Miss Polonia 1992, sekretarz prasowy premiera Waldemara Pawlaka w latach 1993–1995.

## Życiorys

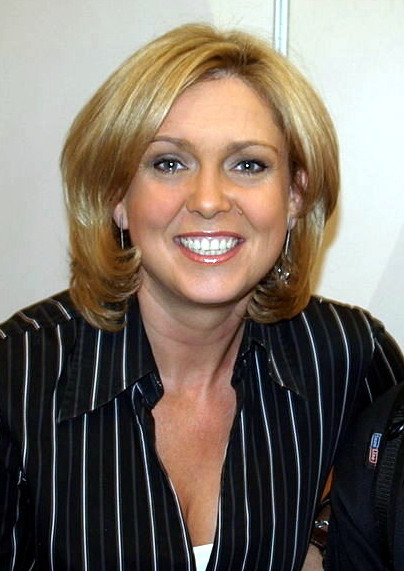
Ewa Wachowicz (2011)

Jest córką Wiesławy i Józefa, którzy zajmowali się rolnictwem. Wraz ze starszym bratem Arturem wychowywała się w Klęczanach. Jest absolwentką I Liceum Ogólnokształcącego im. Marcina Kromera w Gorlicach. W okresie szkolnym pracowała jako sprzedawczyni na bazarze. Następnie studiowała technologię żywności na Akademii Rolniczej w Krakowie; studia przerwała po rozpoczęciu współpracy z premierem Waldemarem Pawlakiem. W trakcie studiów dorabiała, pracując jako sprzątaczka w klubach studenckich i jako opiekunka do dzieci. W 2001 ukończyła studia magisterskie z zarządzania jakością na Wydziale Towaroznawstwa Akademii Ekonomicznej w Krakowie.
Chcąc kształcić się w zakresie technik makijażu i odpowiedniego chodzenia, jako nastolatka zapisała się do agencji modelek. Zadebiutowała jako modelka podczas otwarcia restauracji Dolce Vita w Krakowie. W 1991 wzięła udział w wyborach najmilszej studentki Akademii Rolniczej w Krakowie. W 1992 zdobyła tytuł najmilszej studentki Krakowa, za co otrzymała klucze do miasta od prezydenta Krzysztofa Bachmińskiego. Następnie zdobyła tytuł Miss Małopolski, a we wrześniu 1992 zwyciężyła w finale wyborów Miss Polonia. Pod koniec tegoż roku uzyskała tytuł III wicemiss w finale konkursu Miss World, a w 1993 zwyciężyła w wyborach World Miss University.
Od 10 listopada 1993 do 5 marca 1995 zajmowała stanowisko sekretarza prasowego premiera Waldemara Pawlaka, pełniąc funkcję odpowiadającą stanowisku rzecznika prasowego rządu. W tym czasie została laureatką plebiscytu „Srebrne Usta 1994” za powiedzenie, że „premierowi nie odmawia się”.
Pod koniec lat 90. założyła firmę producencką „Promiss”, która wydawała Poradnik imieninowy emitowany w telewizji Polsat. Prowadziła też teleturniej 100 procent dla stu w Polsacie. Była felietonistką „Echa Krakowa”. W latach 1998–2008 produkowała program Podróże kulinarne Roberta Makłowicza dla TVP, a w latach 2003–2005 produkowała program Domowa kawiarenka dla Polsatu. Była też rzeczniczką prasową konkursu Miss World. Od 2005 napisała kilka książek kulinarnych wydanych nakładem własnego wydawnictwa „Promiss”. W 2007 zagrała w jednym z odcinków serialu Niania. Uczestniczyła też w piątej edycji programu rozrywkowego TVN Taniec z gwiazdami; w związku z występem dla konkurencyjnej stacji straciła możliwość poprowadzenia programu kulinarnego w TVP2.
W grudniu 2007 została producentką i prowadzącą autorski program kulinarny Ewa gotuje dla Polsatu. Ponadto prowadziła magazyny dotyczące stylu życia w Polsat Café: WySPA (2008), Gadżety kobiety (2009–2010) i Przez żołądek do serca (2012). Jej wspomnienie o Marku Eminowiczu znalazło się w książce pt. Lubię swoje wady. Marek Eminowicz w opowieściach na siedemdziesięciopięciolecie z 2009. W 2010 uczestniczyła w programie rozrywkowym Polsatu Tylko nas dwoje. Just the Two of Us oraz została wiceprezesem firmy medycznej „Nova Clinic”. W latach 2010–2016 była ambasadorką marki Eurocashu „Dobry Wybór”. W 2011 reklamowała firmę Dafi, produkującą dzbanki filtrujące i pojemniki próżniowe. W 2013 została jurorką w programie kulinarnym Polsatu Top Chef. Za występy w programie była nominowana do nagrody „Róża Gali 2013” w kategorii debiut i dwukrotnie do Telekamery w kategorii juror (2014, 2017). W 2014 nawiązała współpracę z serwisem Onet.pl, na którego łamach udostępniała autorskie przepisy kulinarne. Podjęła też współpracę z miesięcznikiem „Poradnik Domowy”, w którym otrzymała swoją rubrykę pt. Smaczna kuchnia. W 2016 zaczęła prowadzić poranną audycję Śniadania z Ewą Wachowicz w Radiu Kraków.
W 2017 została właścicielką restauracji Zalipianki Ewa Wachowicz w Krakowie, a także poprowadziła warsztaty kulinarne Chleba naszego powszedniego… gotuję, nie marnuję – recykling kulinarny podczas Światowych Dni Ubogich i była nominowana do nagrody Gwiazda Plejady w kategorii gwiazda stylu. Zajęła też siódme miejsce w rankingu „Forbesa” uwzględniającym gwiazdy najcenniejsze wizerunkowo dla reklamodawców; rok później zajęła 18. miejsce w tym zestawieniu. W 2018 została ambasadorką producenta napojów Coca-Cola i przypraw Appetita i została felietonistką Wirtualnej Polski. W 2019 zagrała gościnnie w filmie Filipa Zylbera Jak poślubić milionera? i wystąpiła w kampanii reklamowej suplementów marki Ulgix. W 2020 premierę miała książka pt. Wszystkie korony Ewy Wachowicz, będąca wywiadem rzeką, który z Ewą Wachowicz przeprowadził Marek Bartosik. W tym samym roku wystąpiła w kampanii promocyjnej serwisu Interia.pl. W 2021 została ambasadorką marki kosmetyków AA.

## Życie prywatne
W 1996 w ambasadzie RP w Pretorii poślubiła dziennikarza Przemysława Osuchowskiego, z którym ma córkę Aleksandrę (ur. 2000). Małżeństwo w 2007 zakończyło się rozwodem. Jej partnerem życiowym został Sławomir Kowalewski, z którym w 2023 zawarła związek małżeński.
Zajmuje się wspinaczką górską. Zdobyła wszystkie szczyty w ramach projektu „Wulkaniczna Korona Ziemi” (Elbrus, Kilimandżaro, Demawend, Pico de Orizaba, Giluwe, Ojos del Salado oraz Mount Sidley).

## Publikacje
| Rok wydania | Tytuł                                | Wydawnictwo   |
| 2005        | Słodki świat Ewy Wachowicz           | Promiss       |
| 2009        | Ewa gotuje                           | Promiss       |
| 2010        | Ewa gotuje – szybko                  | Promiss       |
| 2012        | Ewa gotuje. Ulubione                 | Promiss       |
| 2014        | Sałatki                              | Promiss       |
| 2015        | Ciasta                               | Promiss       |
| 2016        | Zapiski kulinarne na każdą porę roku | Promiss       |
| 2017        | Obiady                               | Promiss       |
| 2020        | Wszystkie korony Ewy Wachowicz       | Znak Horyzont |